# Mentuhotep (Wesir)
Mentuhotep war Schwiegersohn und Wesir unter dem ägyptisch-nubischen Herrscher Taharqa (um 690–664 v. Chr.). Er ist bisher nur von zwei Dokumenten bekannt, nämlich einem Skarabäus und einer beidseitig beschriftete Stele. Seine Herkunft ist unbekannt, doch war er mit der Königstochter Amenirdes verheiratet. Eine Tochter des Taharqa trägt denselben Namen und mag mit der Gemahlin von Mentuhotep identisch sein.
Er trug neben dem Wesirstitel den eines Gottesvaters und war Priester der Bastet, Herrin von Bubastis, was wiederum andeutet, dass er im Norden des Landes amtierte.